# Надија
Надија (фр. Nâdiya), право име фр. Nadia Zighem, (Тур, 19. јун 1973) је француска поп певачица.

## Биографија
Надија је рођена у алжирској породици и има више сестара и браће. Била је шампион француске у трци на 800 метара, 1989. године. Њен брат Кадер је светски шампион у француском боксу (фр. boxe française). У двадесетој години, Надија је напустила породицу и спорт, и отишла у Париз. Први сингл снимила је 1997, али он није постигао нарочит успех. После тога је родила дете: Јаниса (Yanis). Надија и Стоми Багзи (Stomy Bugsy) су снимили дует под насловом „Ниједан бог ми не може опростити“ (фр. Aucun dieu ne pourra me pardonner) 2001. године. Издала је сингл „Верујем ти“ (фр. J'ai confiance en toi), а убрзо затим и албум „Промени ствари“ (фр. Changer les choses). Вратила се 2004. године са хитовима „Реци ми“ (фр. Parle moi), „Готово је“ (фр. Et c'est parti) и „Далеко од вас“ (фр. Si loin de vous).

## Албуми
- 2004. 16/9
- 2001. Changer les choses

## Синглови
- 1997. Dénoue mes mains
- 2001. Chaque fois
- 2001. J'ai confiance a toi
- 2004. Et c'est parti
- 2004. Parle moi
- 2004. Si loins de vous
- 2006. Tous ces mots

## ДВД
- 2005. L'historie en 16/9ème